# Ghazi d'Iraq
Ghazi ibn Faisal (àrab: غازي بن فيصل, Ḡāzī ibn Fayṣal) o Ghazi I d'Iraq (la Meca, 21 de març de 1912 - Bagdad, 4 d'abril de 1939) fou rei de l'Iraq del 1933 al 1939. Fou l'únic fill del rei Faisal I d'Iraq.

## Joventut
Va estar sota cura del seu avi el xerif de la Meca i després rei d'Hedjaz Hussein ibn Ali. Va abandonar Hedjaz junt amb la resta de la seva família el 1924 i se'n va anar a Bagdad on fou designat príncep hereu pel seu pare que havia estat nomenat rei. Als 16 any va fer el primer vol amb l'aventurer americà Richard Halliburton i el pilot Moye Stephens.

## Regnat
A la mort del seu pare el 8 de setembre de 1933 fou proclamar rei i coronat com a Ghazi I. El mateix dia fou nomenat almirall. mariscal de camp de l'exèrcit i mariscal de l'aire. Ghazi era nacionalista i antibritànics i les tensions amb la Gran Bretanya que tenia reservats alguns drets al país es van iniciar tot seguit. El 30 d'octubre de 1936 va donar suport al general kurd Bakr Sidqi, comandant en cap de l'exèrcit, que va donar un cop d'estat enderrocant el govern civil de Yasin Pasha al-Hashimi (iniciat el 17 de març de 1935); avions militars van llençar octavetes cridant a la població a enderrocar a Yasin i portar al govern al antireformista Hikmat Sulayman que havia estat apartat del govern; les octavetes advertien que els militars marxarien cap a Bagdad si aquestes peticions no es complien. Jafar al-Askari, el ministre de defensa, va intentar dissuadir al general colpista però aquest el va fer matar. Yasin va dimitir i Hikmat Sulayman fou nomenat al seu lloc portant al poder als conservadors oposats a les reformes democràtiques. Encara que Hikmat era primer ministre el poder va quedar en mans del general. A l'agost l'enfrontament amb els assiris, que disposaven d'una milícia, va causar la matança de molts assiris i la fugida d'un terç de la població d'aquest poble fora d'Iraq. El general fou assassinat a Mossul quan anava a Turquia per un grup d'oficials nacionalistes (12 d'agost de 1937); Hikmat va dimitir i el dia 17 fou nomenat primer ministre el general Jamil Bey al-Midfai. Ghazi va reclamar Kuwait com a part del seu regne (una emissora de ràdio al seu palau difonia aquesta reclamació) i es deia que tenia simpaties nacionalsocialistes.

## Mort
Va morir en un accident d'automòbil (conduïa un cotxe de carreres) i es va sospitar que fou assassinat pel general, primer ministre i membre de la casa reial, Nuri Pasha as-Said 4 d'abril de 1939. El va succeir el seu únic fill Faisal II.

## Matrimoni i fills
Es va casar a Bagdad el 25 de gener de 1934 amb la princesa Aliya bint Ali filla del rei Ali d'Hedjaz. Només va tenir un fill que fou el rei Faisal II nascut el 2 de maig de 1935.

## Primers ministres
- 20 de març 1933 - 9 novembre 1933 Rashid Ali al-Gaylani (en funcions quan va pujar al tron), HIW[2] i militar
- 9 novembre 1933 - 27 agost 1934 Jamil Bey al-Midfai, militar
- 27 agost 1934 - 4 març 1935 Ali Jaudat al-Aiyubi, militar
- 4 març 1935 - 17 març 1935 Jamil Bey al-Midfai, militar
- 17 març 1935 - 30 octubre 1936 Yasin Pasha al-Hashimi, HIW
- 30 octubre 1936 - 17 agost 1937 Hikmat Sulayman, HIW
- 17 agost 1937 - 25 desembre 1938 Jamil Bey al-Midfai, militar
- 25 desembre 1938 - 31 març 1940 (fou confirmat després de la mort del rei) Nuri Pasha as-Said Militar i Ahd[3]